# Vojtech Tóth (polityk)
Vojtech Tóth (ur. 7 listopada 1980) – polityk słowacki, poseł do Rady Narodowej z ramienia partii Zwyczajni Ludzie i Niezależne Osobistości wybrany w wyborach parlamentarnych w 2020 roku. Przed wejściem do polityki był menedżerem międzynarodowej organizacji pozarządowej działającej w obszarze edukacji, szkoleń i młodzieży.